# Leeteuk
Park Jung-su (hangul: 박정수), mer känd under sitt artistnamn Leeteuk (hangul: 이특), född 1 juli 1983, är en sydkoreansk sångare, låtskrivare och programledare i TV och radio. Hans artistnamn Leeteuk betyder bokstavligen "speciell".
Leeteuk är medlem i och ledare för det sydkoreanska pojkbandet Super Junior. Bandet debuterade i november 2005. Han är även medlem i Super Juniors undergrupper Super Junior-T och Super Junior-Happy från gruppernas bildande 2007 respektive 2008. Mellan 2006 och 2011 var han radioprogramledare för Super Junior's Kiss the Radio på KBS tillsammans med Super Junior-medlemmen Eunhyuk. Han återvände till Kiss the Radio under 2016, då som ensam programledare. I TV har han bland annat lett programmen Star King på SBS, White Swan på JTBC och I Can See Your Voice på Mnet.